# Betlehemska zvijezda
Betlehemska zvijezda, rjeđe i Božićna zvijezda, nebeska je pojava, koja se spominje u Evanđelju po Mateju (Mt 2, 1-13), kada su se tri kralja s istoka pojavila u Jeruzalemu raspitujući se, gdje se rodio Isus. Pratili su zvijezdu, koja je išla ispred njih i zaustavila se iznad mjesta Isusova rođenja u Betlehemu.
Zvijezda je dio proročanstva iz Staroga zavjeta: "Vidim ga, ali ne sad, gledam ga, ali ne izbliza: zvijezda izlazi iz Jakova, žezlo se diže iz Izraela (Br 24,17).
Prema znanstvenicima, Isus se rodio između 8. do. 4. godine pr. Kr. Postoji više znanstvenih teorija o betlehemskoj zvijezdi. Prema teoriji popularnoj u doba renesanse, betlehemska zvijezda nastala je kao konjukcija nebeskih tijela. To se događa, kada se staze gibanja dva ili više planeta poklope gledano sa Zemlje pa to izgled kao jedna sjajna zvijezda. Otprilike u vrijeme Isusova rođenja dogoddlo se nekoliko konjukcija između Jupitera i Saturna, između Jupitera, Saturna i Marsa i između Jupitera i Venere. Britanski fizičar objavio je rad o tome u časopisu Nature.
Engleski znanstvenik Buhmer-Thomas 1992. godine izrazio je mišljenje, da je betlehemska zvijezda bila planet Jupiter. Prema opisu iz Evanđelja po Mateju, zvijezda je išla pred kraljevima, dok nije došla i stala nad mjestom gdje se rodio Isus (Mt 2, 9). Takva pojava gibanja, zaustavljanja, kretanja unazad i prema naprijed karakteristična je za Jupiter.
Prema nekim znanstvenicima, betlehemska zvijezda je vrsta zvijezde po imenu supernova, koja ima jako velik sjaj i koja postupno umire. Kineski astronomi zabilježeli su jednu supernovu 5. godina pr. Kr.
Prema još jednoj teoriji, betlehemska zvijezda bila je komet. Tu pretpostavku prvi je izrekao kršćanski apologet Origen 248. godine.